# Проферменти
Проферме́нти або ж преферме́нти (від лат. pro, prae — раніше, попереду і ферменти) чи зимоге́ни — неактивні попередники ферментів. Проферменти — важлива ланка в біосинтезі ферментів, що дають змогу накопичувати біологічно неактивний матеріал, не пошкоджують тканину і здатні перетворюватись на активні ферменті під впливом активаторів — водневих іонів, залишків раніш синтезованого ферменту або специфічних ферментів, які викликають частковий протеоліз проферментів.
Назва профермента утворюється додаванням до відповідної назви ферменту префікса «про» наприклад, протромбін, або слова «ген» наприклад, пепсино-ген.
Проферменти відіграють велику роль у травленні, зсіданні крові та в інших фізіологічних процесах.